# Міно-Камо
35°26′25″ пн. ш. 137°00′56″ сх. д. / 35.440222222222° пн. ш. 137.01566666667° сх. д.
Мі́но-Камо́ (яп. 美濃加茂市, みのかもし, МФА: [mʲino kamo ɕi̥]) — місто в Японії, в префектурі Ґіфу.

## Короткі відомості
Розташоване в південно-центральній частині префектури Ґіфу, на березі річки Кісо. Виникло на основі постоялих містечок раннього нового часу на Середгірському шляху. Засноване 1 квітня 1954 року шляхом об'єднання населених пунктів повіту Камо — містечок Ота й Фуруй з селами Яманоуе, Хатія, Камоно, Ібука, Сімо-Йонеда, Міва й Ваті. Основою економіки є сільське господарство, вирощування японських груш та хурми, харчова промисловість, комерція. Станом на 1 квітня 2009 площа міста становила 74,81 км². 

## Демографія
За даними японського перепису населення, населення Міно-Камо значно зросло за останні 50 років. Станом на 1 липня 2011 населення міста становило 54 908 осіб.

## Уродженці
- Цубоуті Сьойо — письменник, драматург.